# Danila Zazzera
Danila Zazzera (Napoli, 24 gennaio 1998) è una calciatrice italiana, attaccante, al 2 agosto 2025 svincolato.

## Carriera

### Club

#### Giovanili ed esordio in massima serie
Danila Zazzera cresce calcisticamente nelle giovanili dell'Inter Milano, inserita inizialmente nella formazione Giovanissime per passare in seguito alla squadra che gioca nel Campionato Primavera. Le prestazioni offerte con le più giovani convincono la società ad inserirla in rosa anche nella formazione titolare che nella stagione 2013-2014 disputa la Serie A, quello di vertice del campionato italiano femminile di calcio. Zazzera fa il suo debutto il 19 aprile 2014, alla 27ª giornata, nella partita persa 1-0 fuori casa con il Napoli, rilevando al 46' Federica Moroni, e giocando anche la successiva, nuovamente per tutto il secondo tempo, sostituendo Elisa Polloni.
Zazzera rimane all'Inter Milano anche i due campionati successivi, disputati entrambi in Serie B, andando a segno per la prima volta con la maglia nerazzurra durante il campionato 2014-2015, quella del definitivo 7-0 all'Unterland alla 4ª giornata. Decide infine di lasciare la società al termine della stagione 2015-2016, congedandosi con un tabellino personale di 32 presenze e 6 reti siglate.

#### Fiorenina e prestiti
Durante il calciomercato estivo 2016 sottoscrive un accordo con la Fiorentina cogliendo l'opportunità di tornare a giocare in Serie A per la stagione entrante.
Nell'estate 2018 passa in prestito alla Florentia, altra squadra della città di Firenze, appena promossa per la prima volta in Serie A.. Il successivo 11 dicembre 2018, dopo nove presenze ed una rete, viene richiamata dal prestito dalla Fiorentina in cambio del prestito di Isotta Nocchi.
Nell'estate 2019, Zazzera viene ceduta in prestito al Sassuolo per disputare con la società neroverde la stagione 2019-2020. Sotto la guida tecnica del mister Gianpiero Piovani trova però poco spazio, maturando solo una presenza in campionato oltre le due in Coppa Italia prima della sospensione dei tornei a causa della pandemia di COVID-19.
Tornata in Fiorentina per la stagione 2020-2021, nel luglio 2020 viene informata delle sue difficili condizioni di salute che prevedono un'operazione a cuore aperto e il conseguente lungo periodo di riabilitazione, situazione che mette in discussione un suo ritorno all'attività agonistica. Tuttavia, con l'operazione perfettamente riuscita, Zazzera decide di affrontare il percorso che, a nove mesi dall'intervento chirurgico, si conclude con il riottenimento dell'idoneità all'attività sportiva, permettendole così di tornare ad allenarsi con la sua squadra. Diventa così la prima donna in Italia a completare questo percorso dopo un'operazione a cuore aperto.
Dopo aver collezionato alcune presenze lungo la stagione 2021-2022, in cui la Fiorentina raggiunge la salvezza in campionato, a fine annata Zazzera annuncia di non aver rinnovato il contratto con la società, salutando così la formazione viola dopo sei anni.

#### Arezzo e Brescia
Il 29 luglio 2022, viene annunciato ufficialmente il passaggio a titolo definitivo di Zazzera all'Arezzo, squadra neopromossa in Serie B. Nell'estate 2023 firma invece con il Brescia.

#### Parma
Nell'estate 2024 viene acquistata dal Parma, sempre in seconda serie. Segna la sua prima rete con i crociati alla prima giornata, nella vittoria per 4-0 contro l'Orobica.

### Nazionale
Nel 2014 il responsabile tecnico della nazionale italiana under 17 Enrico Sbardella decide di inserirla in rosa nella squadra impegnata alla prima fase di qualificazione agli Europei di categoria di Islanda 2015 e dove, inserita nel gruppo 9, incontrerà al Tórsvøllur di Tórshavn le avversarie pari età delle Fær Øer, Grecia e Norvegia. Zazzera debutta nel torneo il 25 settembre, scendendo in campo dal primo minuto nell'incontro vinto per 4-0 sulle avversarie delle Fær Øer, e gioca anche le altre due partite della fase, entrambe vinte dalle Azzurrine, senza siglare alcuna rete.
Nell'ottobre 2016 viene convocata allo stage della formazione under 19 dove il responsabile Corrado Corradini deve stabilire la rosa delle giocatrici che affronteranno le qualificazioni all'Europeo di Irlanda del Nord 2017, senza tuttavia rientrare nella scelta finale. Nel febbraio 2017 Corradini la convoca nuovamente per disputare il Torneo di La Manga, in Spagna, dal 3 al 7 marzo.

## Statistiche

### Presenze e reti nei club
Statistiche aggiornate al 18 maggio 2025.
| Stagione            | Squadra             | Campionato          | Campionato | Campionato | Coppe nazionali | Coppe nazionali | Coppe nazionali | Coppe internazionali | Coppe internazionali | Coppe internazionali | Altre coppe | Altre coppe | Altre coppe | Totale | Totale |
| Stagione            | Squadra             | Comp                | Pres       | Reti       | Comp            | Pres            | Reti            | Comp                 | Pres                 | Reti                 | Comp        | Pres        | Reti        | Pres   | Reti   |
| ------------------- | ------------------- | ------------------- | ---------- | ---------- | --------------- | --------------- | --------------- | -------------------- | -------------------- | -------------------- | ----------- | ----------- | ----------- | ------ | ------ |
| 2013-2014           | Inter Milano        | A                   | 2          | 0          | CI              | ?               | ?               | -                    | -                    | -                    | -           | -           | -           | 2+     | 0+     |
| 2014-2015           | Inter Milano        | B                   | 17         | 2          | CI              | ?               | 1               | -                    | -                    | -                    | -           | -           | -           | 17+    | 3      |
| 2015-2016           | Inter Milano        | B                   | 13         | 4          | CI              | ?               | 1               | -                    | -                    | -                    | -           | -           | -           | 13+    | 5+     |
| Totale Inter Milano | Totale Inter Milano | Totale Inter Milano | 32         | 6          |                 | ?               | 2+              | -                    | -                    | -                    | -           | -           | -           | 32+    | 8+     |
| 2016-2017           | Fiorentina          | A                   | 10         | 2          | CI              | 4               | 3               | -                    | -                    | -                    | -           | -           | -           | 14     | 5      |
| 2017-2018           | Fiorentina          | A                   | 10         | 2          | CI              | 1               | 0               | UWCL                 | 1                    | 0                    | SI          | 1           | 0           | 13     | 2      |
| lug.-dic. 2018      | Florentia           | A                   | 9          | 1          | CI              | 1               | 0               | -                    | -                    | -                    | -           | -           | -           | 10     | 1      |
| dic. 2018-2019      | Fiorentina          | A                   | 3          | 1          | CI              | 0               | 0               | -                    | -                    | -                    | -           | -           | -           | 3      | 1      |
| 2019-2020           | Sassuolo            | A                   | 1          | 0          | CI              | 2               | 0               | -                    | -                    | -                    | -           | -           | -           | 3      | 0      |
| 2020-2021           | Fiorentina          | A                   | 1          | 0          | CI              | 0               | 0               | UWCL                 | -                    | -                    | SI          | -           | -           | 1      | 0      |
| 2021-2022           | Fiorentina          | A                   | 4          | 0          | CI              | 2               | 0               | -                    | -                    | -                    | -           | -           | -           | 6      | 0      |
| Totale Fiorentina   | Totale Fiorentina   | Totale Fiorentina   | 28         | 5          |                 | 7               | 3               |                      | 1                    | 0                    |             | 1           | 0           | 41     | 8      |
| 2022-2023           | Arezzo              | B                   | 25         | 4          | CI              | 3               | 0               | -                    | -                    | -                    | -           | -           | -           | 28     | 4      |
| 2023-2024           | Brescia             | B                   | 22         | 4          | CI              | -               | -               | -                    | -                    | -                    | -           | -           | -           | 22     | 4      |
| 2024-2025           | Parma               | B                   | 18         | 1          | CI              | 2               | 0               | -                    | -                    | -                    | -           | -           | -           | 20     | 1      |
| Totale carriera     | Totale carriera     | Totale carriera     | 135        | 21         | -               | 15+             | 5+              | -                    | 1                    | 0                    | -           | 1           | 0           | 152+   | 26+    |

## Palmarès

### Club
- Campionato italiano: 1

Fiorentina: 2016-2017
- Supercoppa italiana: 1

Fiorentina: 2018
- Coppa Italia: 2

Fiorentina: 2016-2017, 2017-2018